# Neritopsis radula
Neritopsis radula is een slakkensoort uit de familie van de Neritopsidae. De wetenschappelijke naam van de soort werd in 1758 voor het eerst geldig gepubliceerd door Carl Linnaeus.